# Număr triunghiular pătratic
În teoria numerelor suma primelor n cuburi este pătratul celui de al n-lea număr triunghiular, adică
{\displaystyle 1^{3}+2^{3}+3^{3}+\cdots +n^{3}=\left(1+2+3+\cdots +n\right)^{2}.}
Aceeași ecuație poate fi scrisă mai compact folosind notația matematică pentru însumare:
{\displaystyle \sum _{k=1}^{n}k^{3}={\bigg (}\sum _{k=1}^{n}k{\bigg )}^{2}.}
Această identitate este uneori numită  teorema Nicomah, după Nicomah din Gerasa (c. 60 – c. 120).

## Istoric
Nicomah, la sfârșitul capitolului 20 din Introducere în aritmetică, a subliniat că dacă se scrie o listă a numerelor impare, primul este cubul lui 1, suma următoarelor două este cubul lui 2, suma următoarelor trei este cubul lui 3 etc. El nu merge mai departe de atât, dar din aceasta rezultă că suma primelor n cuburi este egală cu suma primelor {\displaystyle n(n+1)/2} numere impare, adică numerele impare de la 1 la {\displaystyle n(n+1)-1}. Media acestor numere este în mod evident {\displaystyle n(n+1)/2} și numărul lor este tot {\displaystyle n(n+1)/2}, deci suma lor este {\displaystyle {\bigl (}n(n+1)/2{\bigr )}^{2}.}
Mulți matematicieni au studiat și au demonstrat teorema Nicomah. Stroeker (1995) susține că „fiecare student al teoriei numerelor cu siguranță trebuie să se fi minunat de acest fapt miraculos”. Pengelley (2002) găsește referințe privind identitatea nu numai în lucrările lui Nicomah din Iordania al primului secol e.n., ci și în cele din Aryabhata în India în secolul al V-lea, și în cele din Al-Karadji din anul c. 1000 în Persia. Bressoud (2004) menționează mai multe lucrări matematice timpurii suplimentare despre această formulă: Al-Qabisi (Arabia din secolul al X-lea), Gersonide (c. 1300, Franța) și Nilakantha Somayaji (circa 1500, India) și reproduce demonstrația vizuală a lui Nilakantha.

## Valori numerice și interpretări geometrice și probabilistice
Șirul numerelor triunghiulare pătratice este:
0, 1, 9, 36, 100, 225, 441, 784, 1296, 2025, 3025, 4356, 6084, 8281, 11025, 14400, 18496, 23409, 29241, 36100, 44100, 53361, 64009, 76176, 90000, 105625, 123201, 142884, 164836, 189225, 216225, 246016, 278784, 314721, 354025, 396900, 443556, 494209, 549081
Aceste numere pot fi privite ca numere figurative, o generalizare hiperpiramidală cvadridimensională a numerelor triunghiulare și numerelor pătrate piramidale.
După cum observă Stein (1971), aceste numere indică și numărul de dreptunghiuri cu laturile orizontale și verticale formate într-o grilă pătrată n × n. De exemplu, punctele unei grile 4 × 4 (sau un pătrat format din trei pătrate mai mici pe o parte) poate forma 36 de dreptunghiuri diferite. Numărul de pătrate dintr-o rețea pătrată este numărat în mod similar cu numerele pătrate piramidale.
Identitatea admite și următoarea interpretare probabilistică naturală. Fie X, Y, Z, W patru numere întregi alese la întâmplare independent și uniform între 1 și n. Atunci, probabilitatea ca W să fie cel mai mare dintre cele patru numere este egală cu probabilitatea ca Y să fie cel puțin la fel de mare ca X și că W  este cel puțin la fel de mare ca Z. Adică {\displaystyle P[\max(X,Y,Z)\leq W]=P[X\leq Y\wedge Z\leq W]}. Pentru orice valoare particulară a lui W, combinațiile dintre X, Y și Z care fac ca W să fie cel mai mare formează un cub 1 ≤ X, Y, Z ≤ n deci (adăugând dimensiunea acestui cub la toate alegerile lui W) numărul de combinații de X, Y, Z, W pentru care W este cel mai mare este o sumă de cuburi, partea stângă a identității Nicomah. Seturile de perechi (X, Y) cu X ≤ Y și de perechi (Z, W) cu Z ≤ W formează triunghiuri dreptunghiulare isoscele, iar setul din partea dreaptă a ecuației probabilităților este produsul cartezian al acestor două triunghiuri, deci dimensiunea sa este pătratul unui număr triunghiular din partea dreaptă a identității Nicomah. Probabilitățile în sine sunt laturile stânga respectiv dreapta ale identității Nicomah, fiind normalizate pentru a forma probabilități prin împărțirea ambelor părți cu n4.
Demonstrația matematică se găsește pe versiunea în limba engleză a articolului, dar există și demonstrații vizuale.

## Generalizări
Un rezultat similar teoremei Nicomah este valabil pentru toate sumele de puteri, și anume, că sumele de puteri impare sunt un polinom format din numere triunghiulare.
Acestea se numesc polinoame Faulhaber, dintre care suma cuburilor este cel mai simplu și elegant exemplu. Totuși, în niciun alt caz o sumă de puteri nu este un pătrat al alteia.
Stroeker (1995) a studiat condiții mai generale în care suma unei succesiuni consecutive de cuburi formează un pătrat. Garrett & Hummel (2004) și Warnaar (2004) au studiat analogii polinomiali ai formulei numărului triunghiular pătrat, în care seria de polinoame se adaugă pătratului unui alt polinom.